# 政治漫畫

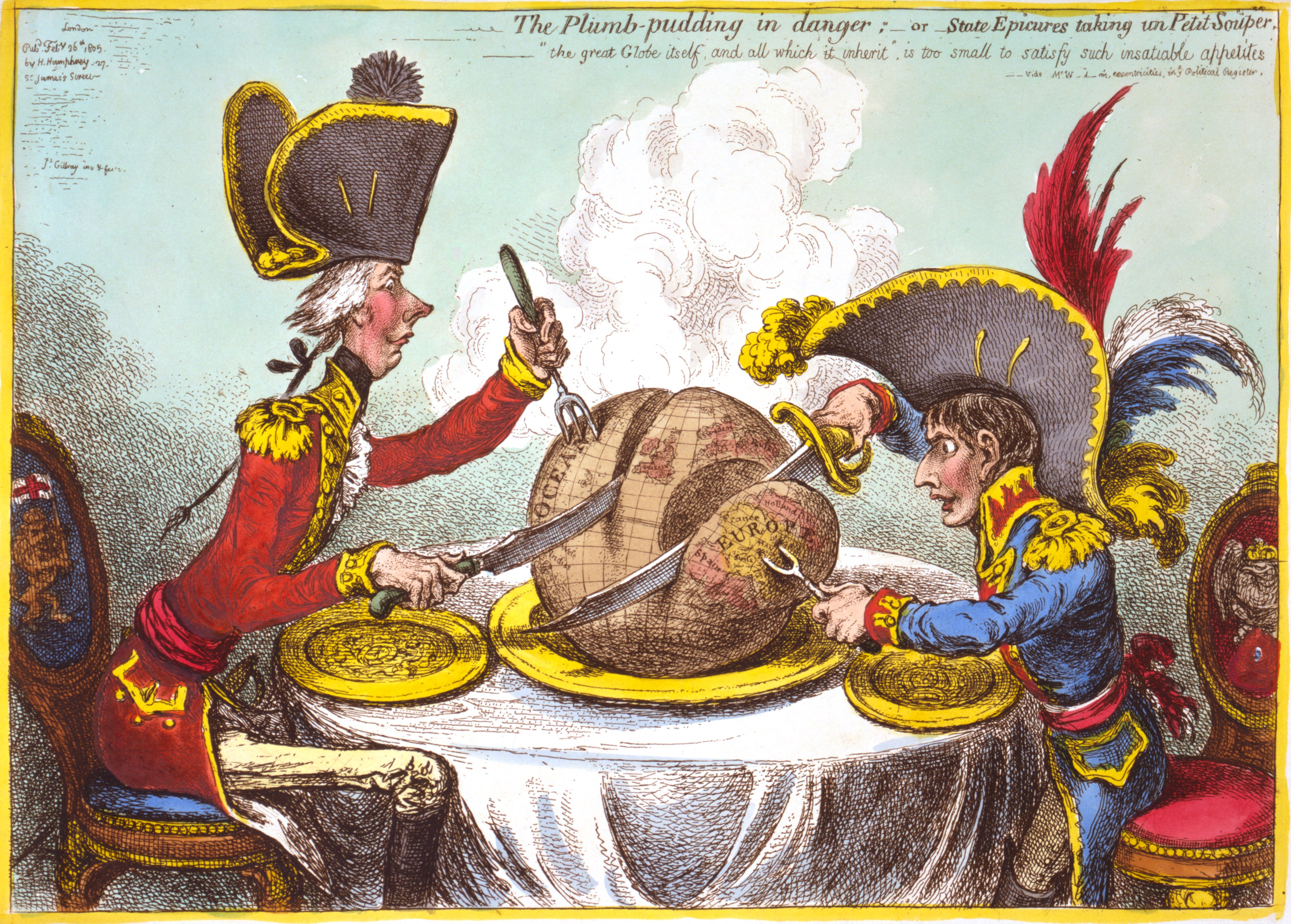
詹姆斯·吉尔雷的《危险中的梅肉布丁》（1805年）描绘了皮特与拿破仑将世界瓜分为各自势力范围的情景。据马丁·罗森所言，这“可能是史上最著名的政治漫画——此后被无数漫画家一次又一次地借用。

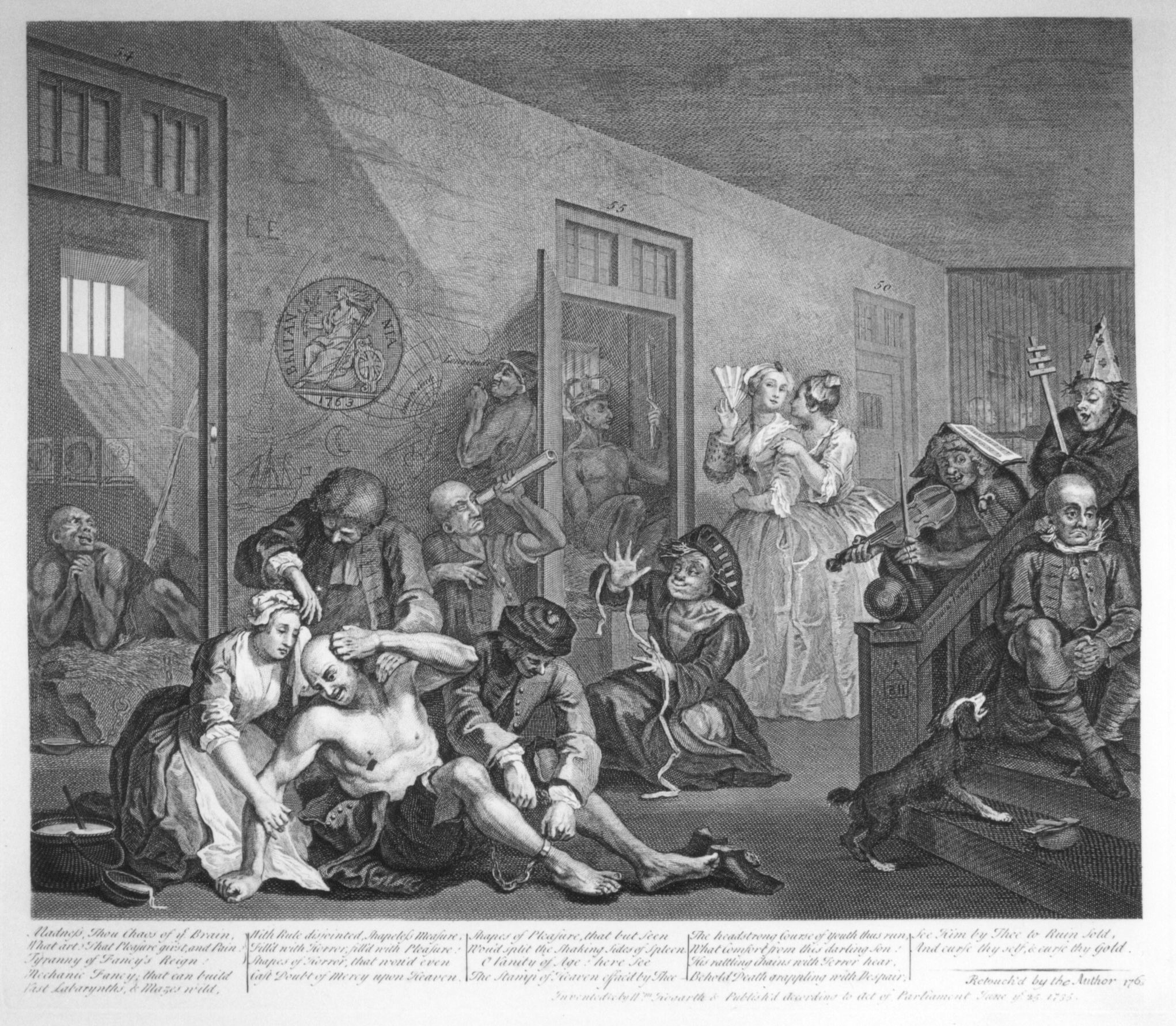
《浪子的历程》第八幅，1735年，1763年由威廉·霍加斯重新润饰，添加了不列颠尼亚的标志。

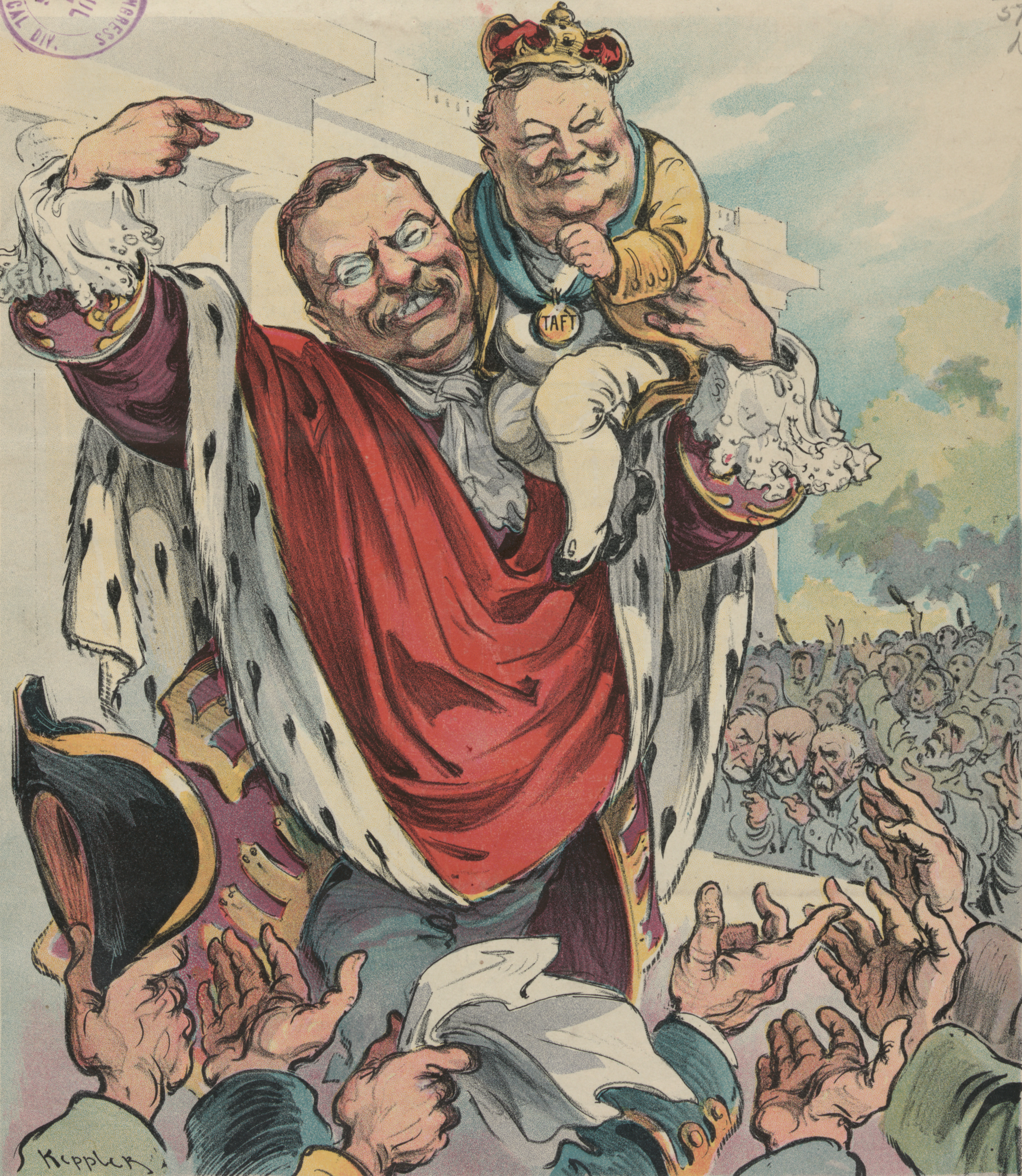
美国总统西奥多·罗斯福将塔夫脱介绍为他的“王储”：1906年《滑稽画报》（Puck）封面漫画。

政治漫画，又称社论漫画，是一种带有人物讽刺的漫画图像，表达作者对当前时事或公众人物的看法。创作者通常被称为社论漫画家，他们往往结合艺术技巧、夸张和讽刺，用以质疑权威，或揭露腐败、政治暴力与其他社会弊病。
起源于18世纪后期的英国，政治漫画由詹姆斯·吉尔雷开创，他和当时其他漫画家的作品多在印刷商店中作为单张印刷品出售。1841年创刊的英国期刊《Punch》首次将“cartoon”一词用来指代政治讽刺画，使这一术语广泛传播。

## 历史

### 起源
18世纪早期英国的威廉·霍加斯（被认为是图像讽刺的先驱，他的作品融合了社会批判与连续场景叙述。《南海泡沫计划的象征画》约作于1721年，讽刺1720年南海泡沫股市崩盘事件，是早期具有政治批判意义的作品之一。
霍加斯的杰作《浪子的历程》（1732–33）通过八幅连作，描绘了一位富家子弟因挥霍、卖淫与赌博最终堕落至贝德拉姆皇家医院的过程，蕴含浓厚的道德警示意味。
尽管霍加斯的作品具有社会批判性，但政治性并不强。18世纪50年代，乔治·汤森勋爵创作了最早一批明确具有政治讽刺意图的漫画。

### 发展
18世纪后期，政治漫画这一媒介在英国逐渐发展起来，尤其是在法国大革命时期，由伦敦的两位杰出代表詹姆斯·吉尔雷与托马斯·罗兰森（推动。吉尔雷探索了漫画在讽刺与人物夸张描绘方面的表现力，被誉为“政治漫画之父”。他常常对国王、首相与将军进行抨击，其许多讽刺作品直指英王乔治三世，将其描绘成一个自命不凡的小丑；而他的大部分创作则致力于嘲讽法国大革命及拿破仑的扩张野心。
吉尔雷所处的时代非常有利于漫画这一艺术形式的兴盛。当时党派斗争激烈，充满敌意，双方都频繁诉诸人身攻击。吉尔雷卓越的机智与幽默、对人生的洞察、创意的丰沛、对荒谬事物的敏锐感知，以及精湛的技艺，使他毫无争议地位居漫画家之首。
在吉尔雷之后（1820年代至1840年代），乔治·克鲁克香克成为英国漫画界的领军人物。他早期以对英国社会生活的讽刺漫画而闻名，并在大众出版物中广受欢迎。他因创作攻击王室与主要政治人物的政治漫画而声名大噪，甚至在1820年曾被“收买”，以换取不再将乔治四世“置于任何不道德的处境中”的承诺。他的作品还包括对英格兰形象的拟人化形象“约翰·布尔”（John Bull），该角色自1790年前后起便由包括吉尔雷与罗兰森在内的多位英国讽刺艺术家共同塑造。

### 漫画家杂志
讽刺漫画艺术在1841年英国期刊《潘趣》的创办后得到了进一步的发展。《潘趣》由亨利·梅修（与雕刻师伊比尼泽·兰德尔斯创办；在此之前，1830年起出版的《漫画月刊》已开始刊载漫画作品，并对《潘趣》的风格产生了重要影响。 1842年，该刊由布拉德伯里与埃文斯收购，他们利用新兴的印刷技术将《潘趣》打造为全国性的权威刊物。
1843年，《潘趣》首次将“cartoon”（漫画）一词用于讽刺漫画。当时英国议会大厦计划装饰壁画，供展出的“草图”被称为“cartoons”（原意为用于壁画的大幅纸板草图，源自意大利语 cartone）。《潘趣》幽默地借用了这一术语来指代其讽刺漫画，随着该杂志漫画的流行，“cartoon”一词遂广泛用于指称讽刺漫画。

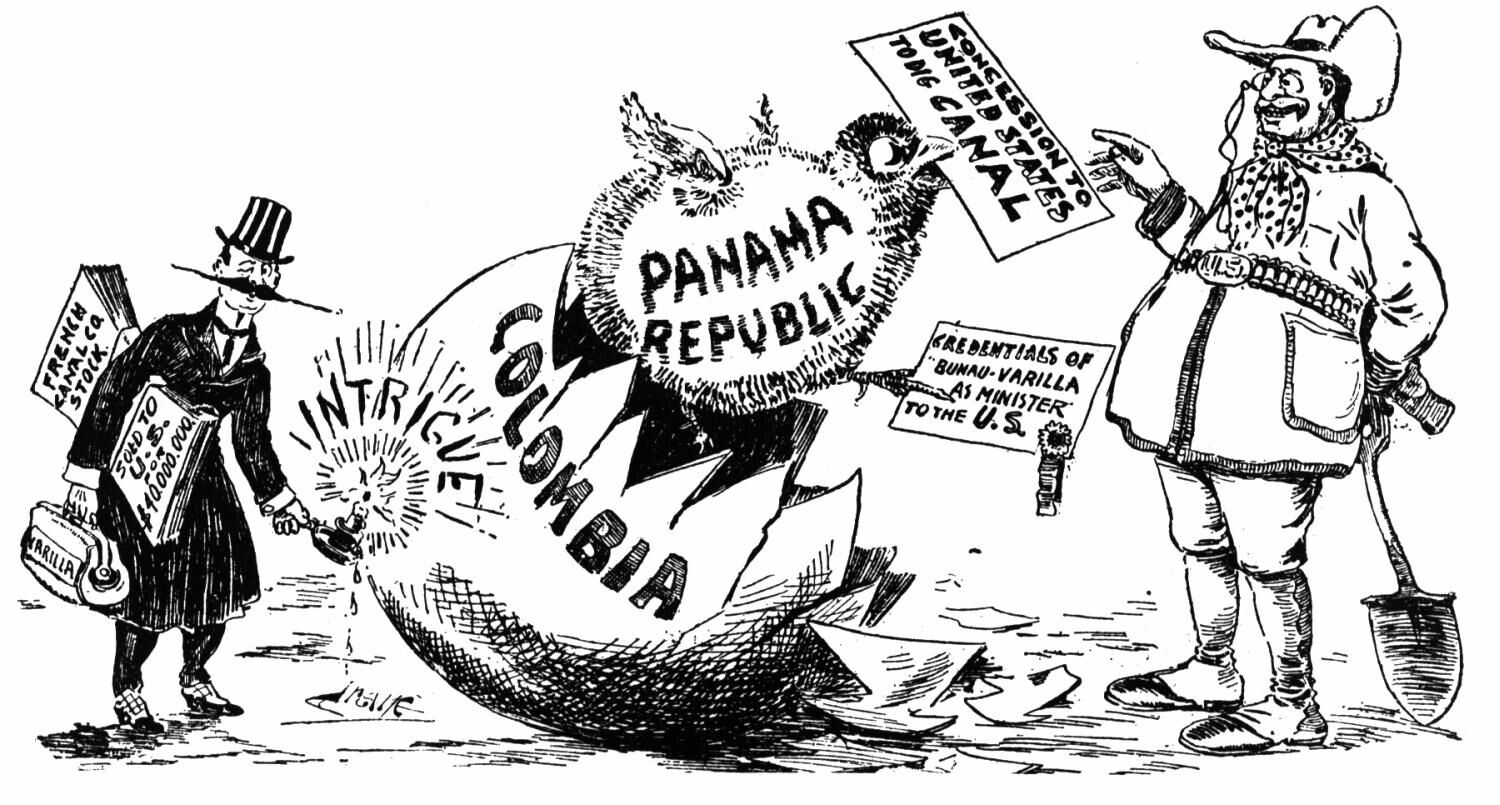
1903年一幅政治漫画描绘了美国意图影响该地区的情形（尤其是建设并控制巴拿马运河），这一行为最终导致了巴拿马从哥伦比亚分离。

在1840至1850年代，《潘趣》的主要漫画家包括约翰·利奇、理查德·多伊尔、约翰·特尼尔与查尔斯·基恩。这批艺术家被称为“潘趣兄弟会”，其中还包括查尔斯·狄更斯；他于1843年离开查普曼与霍尔出版社后，加入了布拉德伯里与埃文斯的阵营。《潘趣》的作者与画家们还为另一份文学杂志《每周一篇》（Once A Week，创刊于1859年）供稿，该刊系布拉德伯里与埃文斯为回应狄更斯退出其前刊《家常话》而创办。
在1850至1860年代，《潘趣》的首席漫画师约翰·特尼尔是最具影响力与产量最多的漫画家之一。他将人物夸张与象征性的艺术表现方式提升至一个新高度，其风格至今仍被广泛沿用。五十余年来，他与同僚约翰·利奇共同见证并记录了这一时期英国社会的巨大变迁。《潘趣》忠实反映了公众情绪：1857年印度民族起义及其引发的舆论激愤之后，该刊发表了包括特尼尔创作的《正义》与《英狮复仇孟加拉虎》等复仇主题插图

### 成熟
了19世纪中叶，许多国家的主要政治报纸都刊登漫画，以表达出版方对当时政治局势的观点。其中最为成功的漫画家之一是托马斯·纳斯特，他在纽约市活动，将现实主义的德国绘画技巧引入美国内战与重建时期的重要政治议题中。纳斯特最著名的作品是他创作的160幅社论漫画，这些漫画猛烈抨击纽约市“波斯·图威德”政治机器的腐败特征。

美国艺术史学者阿尔伯特·博伊姆指出：

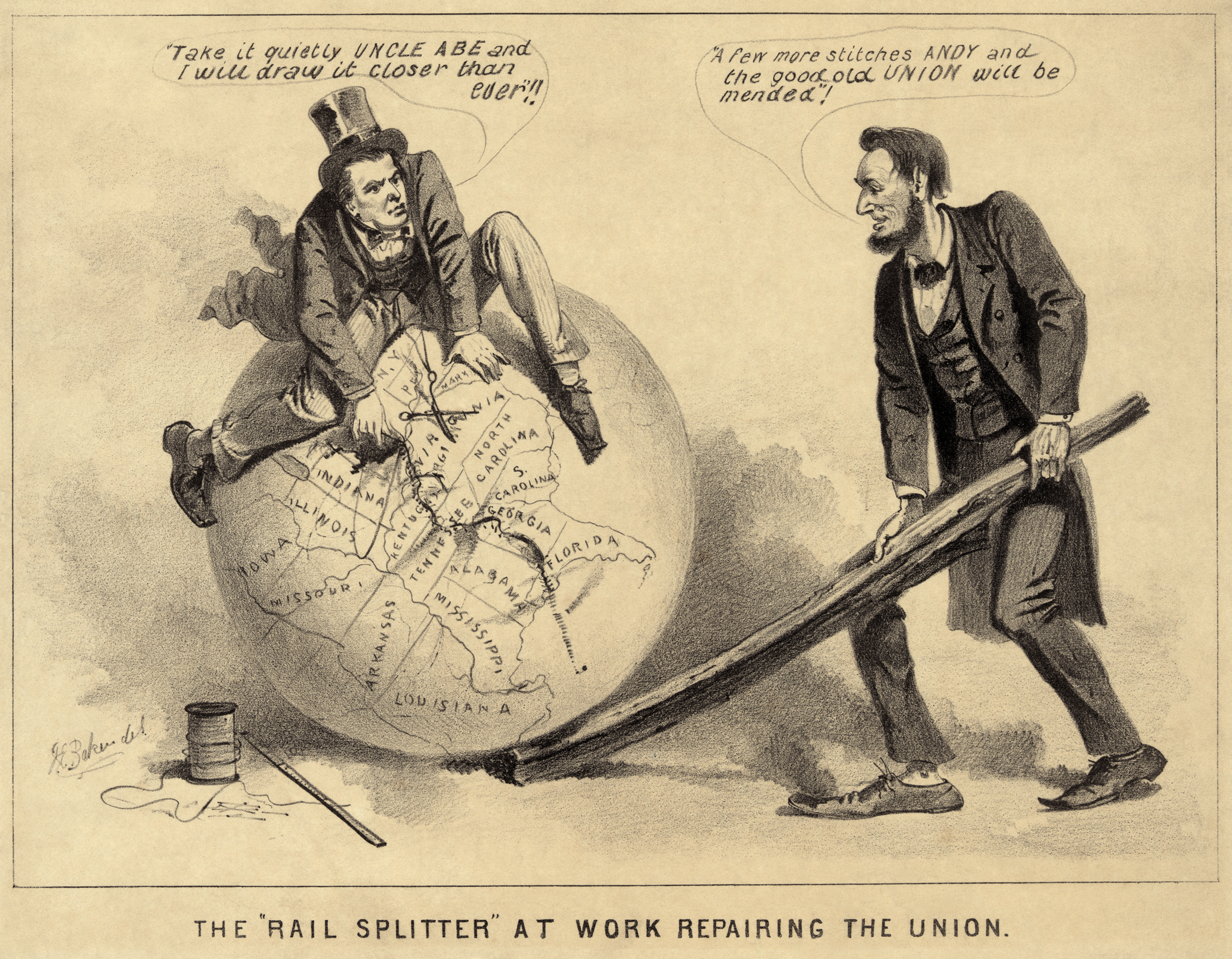
1865年一幅关于安德鲁·约翰逊与亚伯拉罕·林肯的社论漫画，题为《劈木工正在修补联邦》（The R约翰逊）：“安静点，亚伯叔，我会把它缝得比以前更紧。”

“作为一位政治漫画家，托马斯·纳斯特在19世纪所发挥的影响力超过任何其他艺术家。他以大胆与机智征服了广大读者群，并一再凭借他视觉想象力的力量，使公众接受他的立场。”
林肯和格兰特总统都曾认可纳斯特对他们事业的积极作用。作为一位积极改革的公民斗士，纳斯特最终协助摧毁了图威德集团这个榨取纽约市数百万美元的腐败政治集团。事实上，他对美国公共生活的影响之深远，足以显著左右1864年至1884年间历次总统选举的结果。

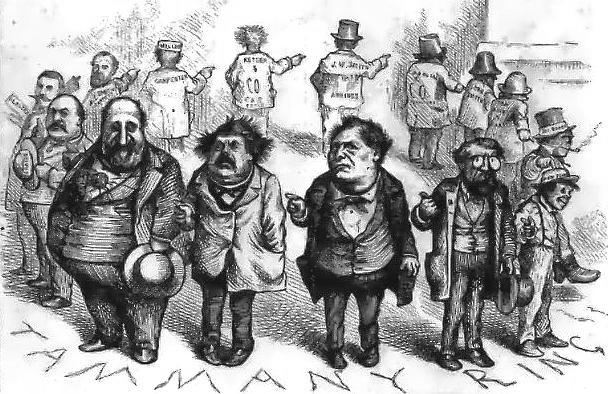
托马斯·纳斯特描绘了推德集团（Tweed Ring）：“谁偷了人民的钱？”“是他。”

其他著名的社论漫画还包括：本杰明·富兰克林于1754年创作的《联合，或死亡》，强调美洲殖民地团结的必要性；1819年的《思想家俱乐部》，作为对德国卡尔斯巴德敕令下大学监控与审查制度的回应；以及E. H. 谢泼德于1936年创作的《正步走》，讽刺希特勒统治下德国的重整军备。《正步走》是众多最初发表于英国《潘趣》杂志的经典漫画之一。

## 认可
在美国，“政治图像研究中心”以及在英国的“英国漫画档案馆”等机构，致力于收藏和记录时事漫画的相关资料。

时事漫画及其创作者获得了多项奖项的认可，例如面向美国漫画家、始于1922年的“普利策时事漫画奖”，以及“英国新闻奖”（British Press Awards）中的“年度漫画家奖”等。

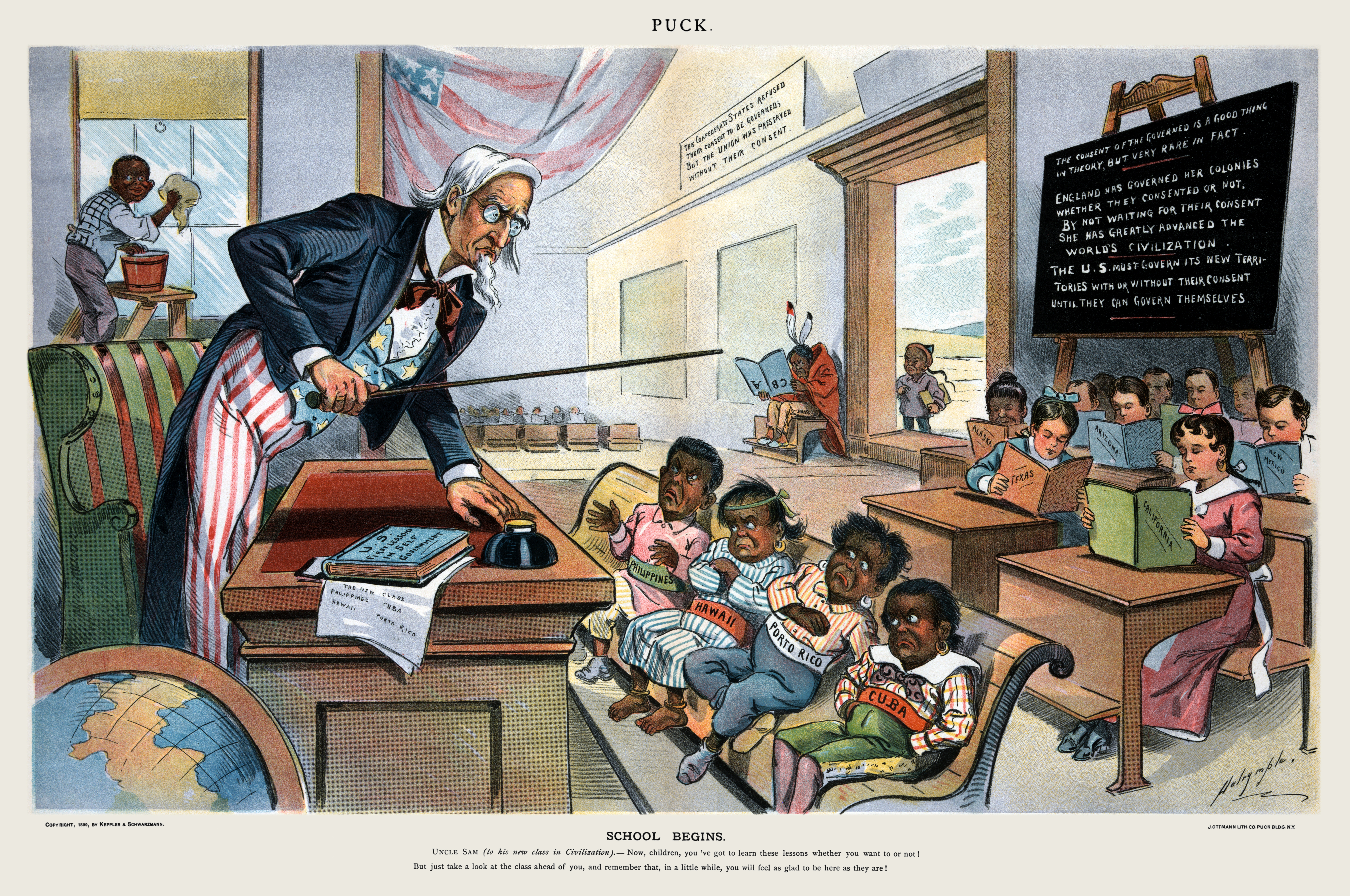
1899年的一幅漫画展示了山姆大叔正在训诫四个被标注为“菲律宾”、“夏威夷”、“波多黎各”和“古巴”的孩子。标题写道：“上课了。山姆大叔（对他文明课的新班级说）！”

## 现代政治漫画
现代政治漫画通常可以在许多报纸的社论版面上找到，尽管也有一些（如加里·特鲁多的《杜恩斯伯里》〔Doonesbury〕）被放在常规的漫画栏页面上。大多数漫画家通过视觉隐喻和夸张人物（漫画肖像）来表现复杂的政治局势，从而以幽默或情感化的画面总结当前事件。
以色列漫画《干骨头》的创作者雅可夫·柯申表示，他的漫画目的是让人发笑，这样观众会放下戒备，从他的角度来看待事物。在一次采访中，他将自己作为漫画家的目标定义为“诱导观众，而不是冒犯他们”。
现代政治漫画通常围绕传统的视觉隐喻和符号展开，例如“山姆大叔”、“民主党驴子”和“共和党大象”。另一种替代方式则是强调文字或故事线，例如《杜恩斯伯里》采用连载漫画形式讲述线性故事。
政治漫画具有很大的政治传播潜力，能够通过特定的理解框架提升对政治的理解力和对事件的重新建构。马特乌斯的分析“似乎表明，‘双重标准’理论实际上可以应用于跨国语境。这意味着政治和商业的表达框架可能不限于某一个国家，而是反映了当代社会中存在的一种政治世界观。从‘双重标准’的角度来看，加拿大和葡萄牙的政治漫画家在评判政治与商业生活的方式上，并没有根本差异”。文章并未断言所有政治漫画都建立在这种双重标准之上，但认为该理论可能是众多常见框架之一。
政治漫画通常将两个看似无关的事件结合在一起，以一种不协调但幽默的方式呈现。这种幽默可以缓解公众的政治愤怒，因此发挥着实用的功能。此类漫画也反映出现实生活与政治——在现实中，很多议案背后的协商往往是在公众视线之外、在无关提案之间达成的。

## 口袋漫画
口袋漫画是一种漫画形式，通常包含一个具有时事政治主题的笑话或讽刺内容，以单幅、单栏的形式出现。该形式由奥斯伯特·兰卡斯特于1939年在《每日快报》
《卫报》在2005年为其口袋漫画家大卫·奥斯汀刊登的讣告中写道：“报纸读者本能地会寻找口袋漫画，以获得一种安慰——即每天清晨袭来的灾难与苦难并非不可化解。通过以旁观的视角看待新闻、揭示其中的荒谬之处，口袋漫画家带来的，也许不是一线希望，但至少是一缕光亮。

## 与动画片相关的争议
社论漫画有时会引发争议。

1942年，苏斯博士创作的政治漫画

例如，《日德兰邮报》穆罕默德漫画风波、《查理周刊》枪击案（源于与伊斯兰教相关的漫画出版），以及2007年孟加拉国漫画风波。
诽谤诉讼并不常见。在英国，一个多世纪以来第一起针对漫画家的成功诉讼发生在1921年，当时全国铁路工人联盟（NUR）领导人J.H.托马斯对英国共产党的杂志提起了诽谤诉讼。托马斯声称，该杂志通过漫画和文字描述“黑色星期五”事件——即他据称背叛了被停工的矿工联合会，构成了对他的诽谤。托马斯赢得了诉讼，恢复了自己的名誉。

## 著名的政治漫畫家

### 中國大陸（含流亡海外人士）
- 王立銘（變態辣椒）
- 巴丢草
- 乌合麒麟

### 香港
- 尊子
- 馬龍
- 阿塗

### 臺灣
- 季青
- 羅聖和：筆名「PIC」，早期為周清玉、許榮淑等人繪製競選用品，之後主要在曾任立委的許榮淑主編的黨外雜誌《深耕》擔任美編，並每期提供10幅左右的政治漫畫，後來也在黨外雜誌《民進》等上發表作品。
- BB FBI：曾在黨外雜誌《民進》上發表作品。
- 羅慶忠
- Co.Co.
- 獵人 (漫畫家)
- 韋宗成
- 林奎佑

## 相關事件
- 大力水手事件
- 日德蘭郵報穆罕默德漫畫事件